# Krumhermersdorf
Krumhermersdorf è una frazione della città tedesca di Zschopau.

## Storia
Il comune di Krumhermersdorf venne aggregato il 1º gennaio 1999 alla città di Zschopau.